# Sojuz MS-16
Sojuz MS-16 – misja statku Sojuz do Międzynarodowej Stacji Kosmicznej, która dostarczyła połowę jej 63. i 64. stałej załogi. Był to 145. lot kapsuły Sojuz. Był to pierwszy załogowy lot Sojuza na rakiecie Sojuz 2.1a − odnowionym systemie nośnym, wcześniej wykorzystywanym do misji towarowych.
Start z kazachskiego Bajkonuru odbył się 9 kwietnia 2020. Dokowanie do stacji odbyło się po 6 godzinach lotu.
Misja trwająca prawie 196 dni zakończyła się odłączeniem od ISS dnia 21 października 23.32 UTC i lądowaniem na stepach Kazachstanu  22 października 2020 o godzinie 02:54.

## Załoga

### Podstawowa
- Anatolij Iwaniszyn (3. lot) – dowódca statku kosmicznego (Rosja, Roskosmos);
- Iwan Wagner (1. lot) – inżynier pokładowy (Rosja, Roskosmos);
- Christopher Cassidy (3. lot) – inżynier pokładowy (USA, NASA).